# Paris (Arkansas)
 For alternative betydninger, se Paris (flertydig). (Se også artikler, som begynder med Paris)
Paris er en amerikansk by og administrativt centrum for det amerikanske county Logan County, i staten Arkansas. I 2000 havde byen et indbyggertal på 3.707.
35°17′30″N 93°43′34″V / 35.29167°N 93.72611°V